# Большой Сесигол
Большой Сесигол (устар. Большой Сес-Игол) — река в России, протекает по Нижневартовскому району Ханты-Мансийского АО и Каргасокскому району Томской области. Устье реки находится в 30 км по левому берегу реки Большой Асесъёган. Длина реки составляет 31 км.

## Данные водного реестра
По данным государственного водного реестра России относится к Верхнеобскому бассейновому округу, водохозяйственный участок реки — Вах, речной подбассейн реки — бассейн притоков (Верхней) Оби от Васюгана до Ваха. Речной бассейн реки — (Верхняя) Обь до впадения Иртыша.
Код объекта в государственном водном реестре — 13011000112115200037388.